# Bismarckstraße 22 (Bad Kissingen)

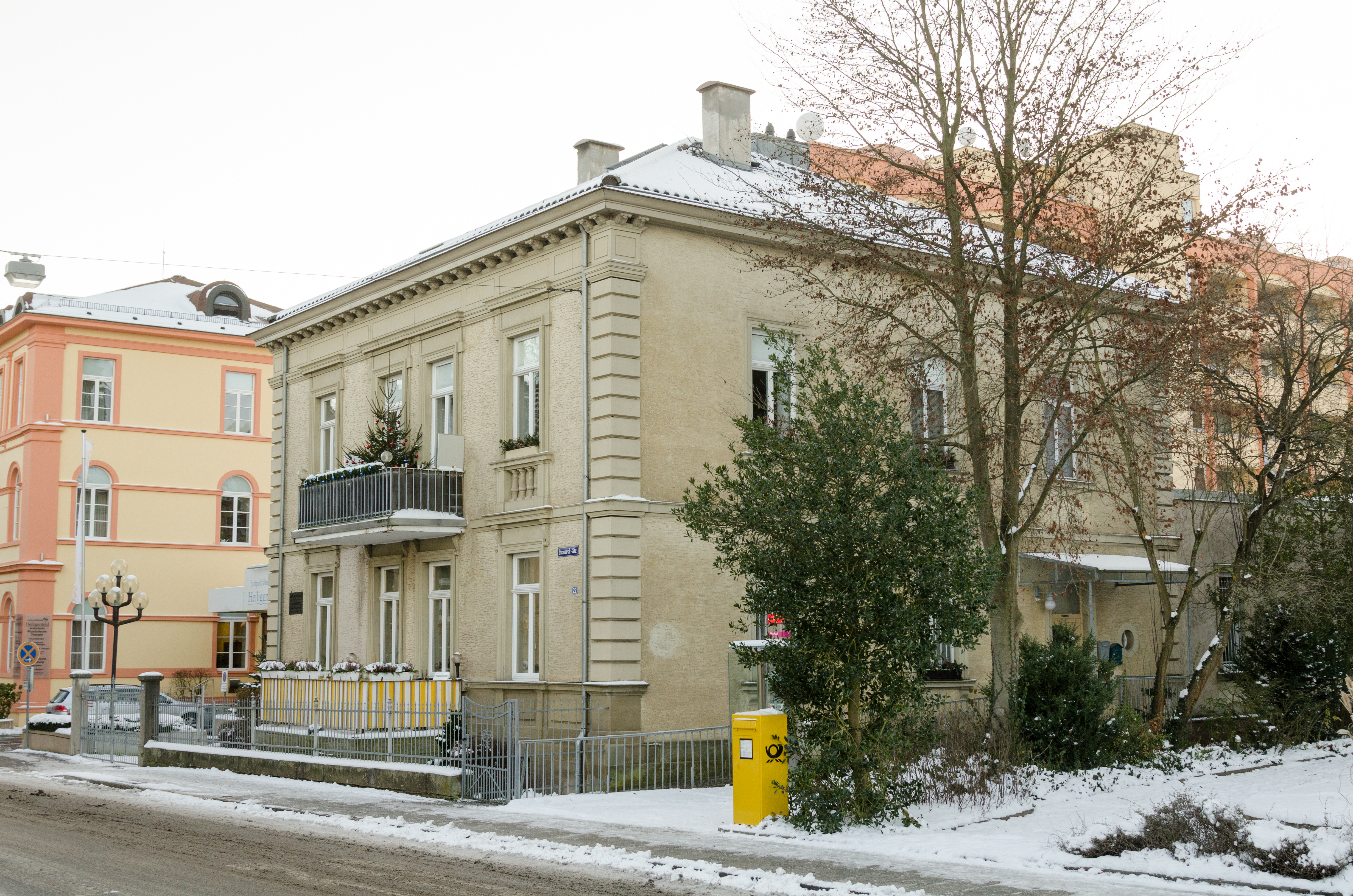
Bismarckstraße 22 in Bad Kissingen

Das Anwesen Bismarckstraße 22 in der Bismarckstraße in Bad Kissingen, der Großen Kreisstadt des unterfränkischen Landkreises Bad Kissingen, gehört zu den Bad Kissinger Baudenkmälern und ist unter der Nummer D-6-72-114-256 in der Bayerischen Denkmalliste registriert.

## Geschichte
Die Villa wurde im Jahr 1885 vom Architekten Ludwig Eberth im Stil der Neurenaissance errichtet. Bei dem Anwesen handelt es sich um einen zweigeschossigen Walmdachbau. Die symmetrische Gliederung im Stil der Neurenaissance hat in ihrer Strenge einen klassizisierenden Zug. Die an der Fassade befindlichen Balkone wurden erneuert.